# Tréveneuc
Tréveneuc [tʁevənœk] est une commune du département des Côtes-d'Armor, dans la région Bretagne, en France. Tréveneuc appartient au pays historique du Goëlo.

## Géographie

### Situation
La commune de Tréveneuc se situe dans la baie de Saint-Brieuc, sur la côte du Goëlo, à égale distance de Saint-Brieuc (préfecture, 23 km au sud-est) et de Paimpol (23 km au nord-ouest).
Le village est traversé par l'ancienne route nationale D 786 de Saint-Malo (95 km à l'est) et Saint-Brieuc à Lannion (sous-préfecture, 54 km à l'ouest) et Morlaix (81 km au sud-ouest en passant par Guingamp).
Saint-Quay-Portrieux est à 4,2 km au sud-est, Guingamp (sous-préfecture) à 27 km au sud, Rennes à 121 km au sud-est.

### Description
Le littoral se caractérise par de hautes falaises dont la pointe du "Bec de Vir" avec panorama sur la baie de Saint-Brieuc, et plusieurs plages et grèves. Les falaises sont longées par le "sentier des douaniers" (sentier de grande randonnée GR34). L'anse de Saint-Marc abrite une zone de mouillage pour petits bateaux de pêcheurs plaisanciers locaux, ainsi qu'une grève facilement accessible aux personnes à mobilité réduite. La plage de Port Goret offre un très vaste estran à marée basse.

### Cadre géologique

Carte géologique du Massif armoricain, avec au nord-est le batholite mancellien et ses nombreux plutons de granite cadomien (Trégor, Lanhélin, Louvigné, Vire, Avranches…). Ce batholite dessine une ellipse de 150 km (d'Alençon à la Rance) sur 90 km (de Vitré à Vire).

Tréveneuc est localisée dans la partie médiane du domaine nord armoricain, unité géologique du Massif armoricain qui est le résultat de trois chaînes de montagne successives. Le site géologique de Tréveneuc se situe plus précisément dans un bassin sédimentaire essentiellement briovérien (constitué de formations volcano-sédimentaires) limité au nord-est par un important massif granitique cadomien, le batholite du Trégor, et au sud-ouest le pluton de Lanhélin qui font partie d'un ensemble plus vaste, le batholite mancellien,.
L'histoire géologique de la région est marquée par le cycle cadomien (entre 750 et 540 Ma) qui se traduit par la surrection de la chaîne cadomienne qui devait culminer à environ 4 000 m. À la fin du Précambrien supérieur, les sédiments briovériens environnants sont fortement déformés, plissés et métamorphisés par l'orogenèse cadomienne, formant essentiellement des schistes et des gneiss. Les massifs granitiques du Mancellien scellent la fin de la déformation ductile de l'orogenèse cadomienne.
L'unité de Saint-Brieuc comporte ainsi, au-dessus d'un socle granitique (750-650 Ma), une épaisse séquence volcanique et sédimentaire (600 Ma), elle-même intrudée par de nombreux plutons gabbro-dioritiques (580 Ma) contemporains de la déformation. Cette unité correspond à la subduction d'un domaine océanique au nord avec la marge septentrionale du Gondwana, ayant formé soit un bassin intra-arc, soit une zone de chevauchement, les deux hypothèses restant débattues.
La qualité des affleurements, excellente sur le littoral, permet d'observer au niveau de la grève de Port Goret la diorite quartzique traversée de filons d'hématite (rouge) et de l'épidote, formations secondaires dues à la circulation de l'eau dans les fractures de la roche. La texture grenue de la diorite (plagioclases blancs, amphiboles noires nettement visibles à l'œil nu), essentiellement isotrope, est caractéristique. En suivant la grève vers l'Ouest pendant 300 m (à marée suffisamment basse), on observe la zone de contact entre le pluton de diorite et son encaissant, la formation de Binic constituée ici de grès fins très métamorphisés, d'abord cataclasés (broyage tectonique sur près de 40 m) puis migmatisés (couches orientées nord-est sud-ouest, à pendage 70 °, localement recoupées par des failles décrochantes senestres). Ces couches sont traversées de lentilles et filonnets de quartz et feldspath qui évoquent une fusion partielle indiquant une migmatisation de contact.
Touristiquement, les principaux aspects de la géologie de cette bande côtière peuvent être abordés au cours de promenades géologiques qui permettent d'observer sur un espace réduit des roches d'âge et de nature différents, des structures géologiques (cisaillement, faille, pli, schistosité) témoins de phénomènes géologiques d'ampleur (magmatisme, tectogenèse, métamorphisme, érosion…).

### Hydrographie
Pour un article plus général, voir Réseau hydrographique des Côtes-d'Armor.
La commune est située dans le bassin Loire-Bretagne. Elle n'est drainée par aucun cours d'eau,.

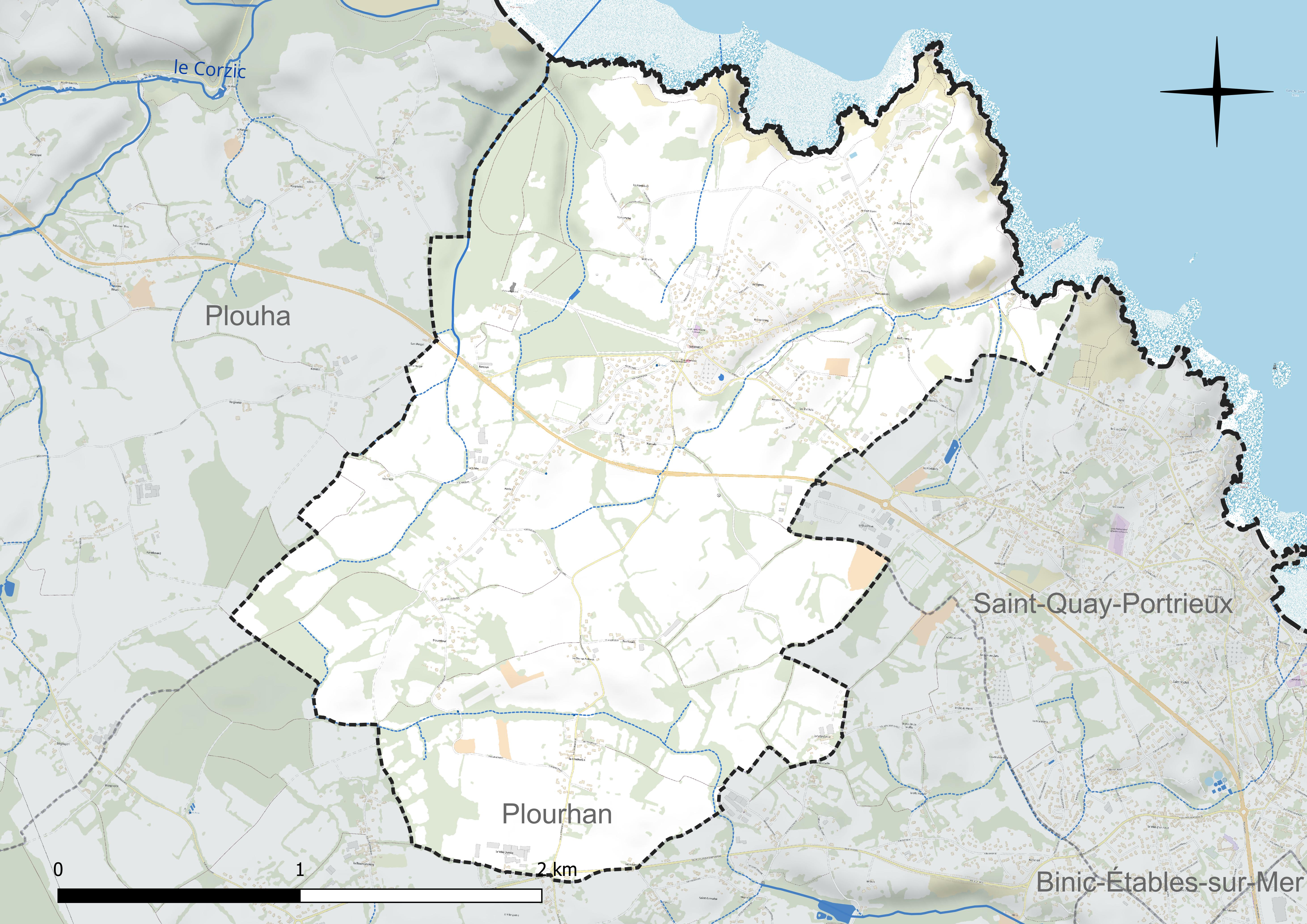
Réseau hydrographique de Tréveneuc.

### Climat
Pour des articles plus généraux, voir Climat de la Bretagne et Climat des Côtes-d'Armor.
En 2010, le climat de la commune est de type climat océanique franc, selon une étude du CNRS s'appuyant sur une série de données couvrant la période 1971-2000. En 2020, Météo-France publie une typologie des climats de la France métropolitaine dans laquelle la commune est exposée à un climat océanique et est dans la région climatique  Finistère nord, caractérisée par une pluviométrie élevée, des températures douces en hiver (6 °C), fraîches en été et des vents forts. Parallèlement l'observatoire de l'environnement en Bretagne publie en 2020 un zonage climatique de la région Bretagne, s'appuyant sur des données de Météo-France de 2009. La commune est, selon ce zonage, dans la zone « Littoral », exposée à un climat venté, avec des étés frais mais doux en hiver et des pluies moyennes.  
Pour la période 1971-2000, la température annuelle moyenne est de 11,2 °C, avec  une amplitude thermique annuelle de 10,5 °C. Le cumul annuel moyen de précipitations est de 694 mm, avec 12,3 jours de précipitations en janvier et 6,3 jours en juillet. Pour la période 1991-2020, la température moyenne annuelle observée sur la station météorologique la plus proche, située sur la commune de Lanleff à 13 km à vol d'oiseau, est de 11,7 °C et le cumul annuel moyen de précipitations est de 845,9 mm,. Pour l'avenir, les paramètres climatiques de la commune estimés pour 2050 selon différents scénarios d’émission de gaz à effet de serre sont consultables sur un site dédié publié par Météo-France en novembre 2022.

## Urbanisme

### Typologie
Au 1er janvier 2024, Tréveneuc est catégorisée commune rurale à habitat dispersé, selon la nouvelle grille communale de densité à 7 niveaux définie par l'Insee en 2022.
Elle appartient à l'unité urbaine de Binic-Étables-sur-Mer, une agglomération intra-départementale dont elle est une commune de la banlieue,. Par ailleurs la commune fait partie de l'aire d'attraction de Saint-Brieuc, dont elle est une commune de la couronne,. Cette aire, qui regroupe 51 communes, est catégorisée dans les aires de 200 000 à moins de 700 000 habitants,.
La commune, bordée par la Manche, est également une commune littorale au sens de la loi du 3 janvier 1986, dite loi littoral. Des dispositions spécifiques d’urbanisme s’y appliquent dès lors afin de préserver les espaces naturels, les sites, les paysages et l’équilibre écologique du littoral, tel le principe d'inconstructibilité, en dehors des espaces urbanisés, sur la bande littorale des 100 mètres, ou plus si le plan local d’urbanisme le prévoit.

### Occupation des sols
L'occupation des sols de la commune, telle qu'elle ressort de la base de données européenne d’occupation biophysique des sols Corine Land Cover (CLC), est marquée par l'importance des territoires agricoles (73,7 % en 2018), en diminution par rapport à 1990 (80,6 %). La répartition détaillée en 2018 est la suivante : 
terres arables (47,9 %), zones agricoles hétérogènes (20,5 %), zones urbanisées (12,9 %), forêts (12,5 %), prairies (5,3 %), zones humides côtières (0,9 %). L'évolution de l’occupation des sols de la commune et de ses infrastructures peut être observée sur les différentes représentations cartographiques du territoire : la carte de Cassini (XVIIIe siècle), la carte d'état-major (1820-1866) et les cartes ou photos aériennes de l'IGN pour la période actuelle (1950 à aujourd'hui).

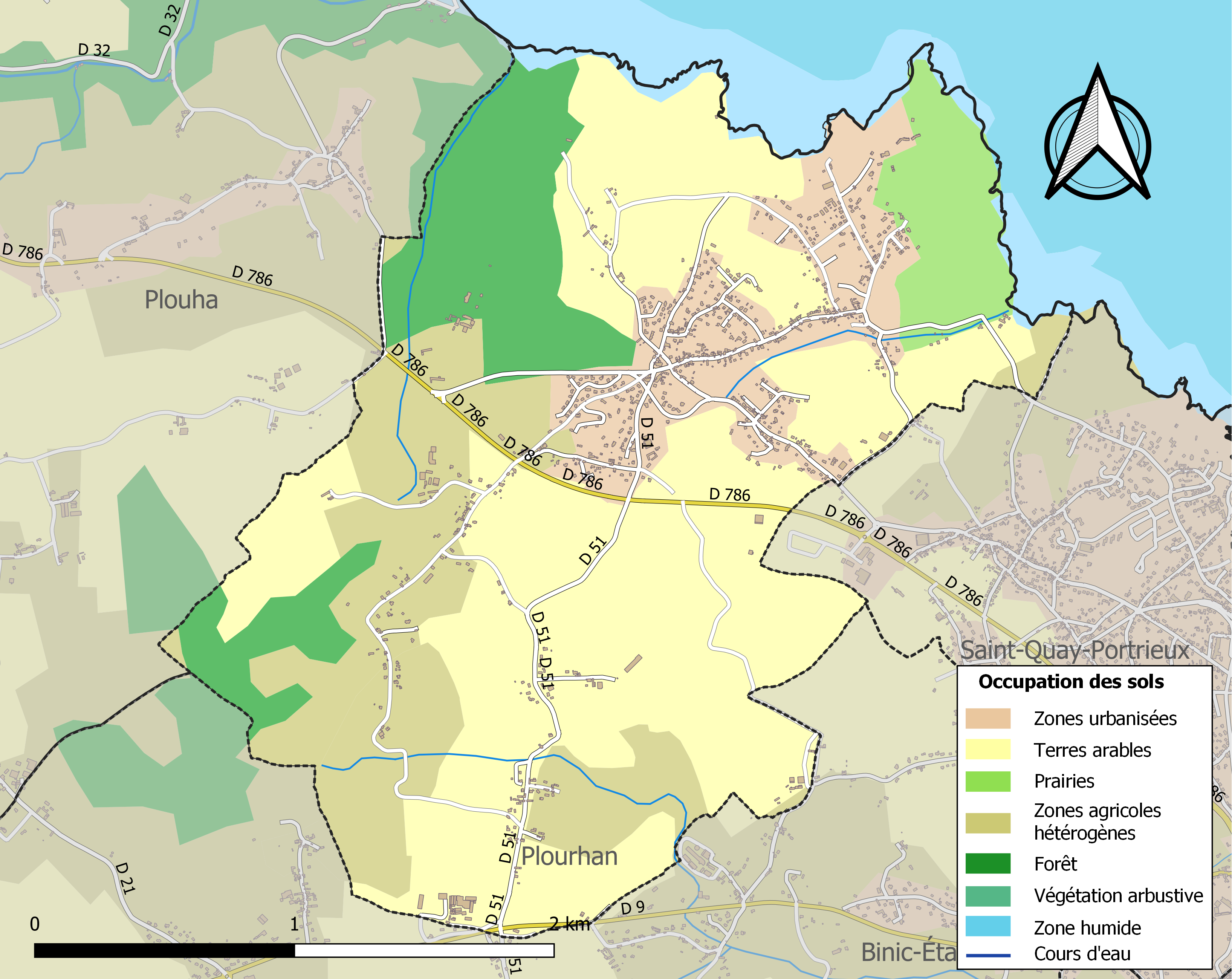
Carte des infrastructures et de l'occupation des sols de la commune en 2018 (CLC).

## Toponymie
Le nom de la localité est attesté sous les formes Trevenech en 1224 et en 1225, Trevenoc en 1231 et en 1277 et Trevenec en 1240.
On trouve l'appellation Trevenec en 1414 et Treveneuc dès 1428.
Le nom de la commune viendrait du breton treb (village) et de Venec ou Veneuc, variante de Saint Guéthénoc le frère de Saint Guénolé. Il s'agit du fondateur du monastère de Landévennec au VIIe siècle.
« Les "Crapauds rouges", c'est le sobriquet donné aux enfants nés dans la commune. Depuis que l'accouchement à l'hôpital est devenu la norme, les quelques héritiers du titre se font rares ». Ce surnom proviendrait d'un jeu de palets que des marins auraient ramené des Flandres : « il fallait lancer le palet dans la gueule d'un crapaud en métal (...) peint en rouge » dit Christiane Carré, ancienne secrétaire de mairie.
Le nom de la localité est Trév'neu en gallo.

## Histoire

### Le Moyen Âge
Sous l’ancien régime, Tréveneuc était une paroisse appartenant à l’évêché de Saint-Brieuc et au comté du Goëlo.

### LeXXesiècle

#### Les guerres duXXesiècle
Le monument aux morts porte les noms des 38 soldats morts pour la Patrie :
- 19 sont morts durant la Première Guerre mondiale ;
- 13 sont morts durant la Seconde Guerre mondiale ;
- 3 sont morts durant la guerre d'Algérie ;
- 2 sont morts durant la guerre d'Indochine ;
- 1 est mort hors conflit.

## Politique et administration
La commune fait partie de Saint-Brieuc Armor Agglomération depuis sa création, le 1er janvier 2017.

### Liste des maires
| Période                                  | Période                   | Identité                                            | Étiquette    | Qualité |
| ---------------------------------------- | ------------------------- | --------------------------------------------------- | ------------ | --- |
| Les données manquantes sont à compléter. |                           |                                                     |              | |
| 1872                                     | février 1893 (décès)      | Henri Chrétien de Tréveneuc                         | Légitimiste  | Propriétaire Député des Côtes-du-Nord (1848 → 1851 et 1871→ 1876) Sénateur des Côtes-du-Nord (1876 → 1893) Conseiller général d'Étables (1848 → 1852) |
| 1893                                     | mai 1925                  | Robert Chrétien de Tréveneuc                        | Conservateur | Propriétaire, ancien capitaine de cavalerie Député des Côtes-du-Nord (1893 → 1898) Sénateur des Côtes-du-Nord (1901 → 1921)                           |
| mai 1925                                 | mai 1953                  | Xavier de Froidefond de Florian Gendre du précédent | Conservateur | Chimiste Croix de guerre 1914-1918 |
| mai 1953                                 | mars 1965                 | Arthur Espivent de La Villesboisnet (1906-1966)     |              | Propriétaire |
| mars 1965                                | juillet 1967 (démission)  | René Dodé                                           |              | |
| juillet 1967                             | mars 1983                 | Henri Garel                                         |              | |
| mars 1983                                | mars 1989                 | Michel Batard                                       | SE           | Retraité |
| mars 1989                                | mars 2001                 | Yves Chuinard (1941-2002)                           | PCF          | Enseignant retraité, maire honoraire |
| mars 2001                                | mars 2008                 | Alain Le Cornec                                     | DVG          | Cadre retraité de la Poste 2e vice-président de la CC du Sud Goëlo (2001 → 2008)                                                                      |
| mars 2008                                | mars 2014                 | Louis Gauffeny                                      | SE           | Ancien chef d'entreprise et colonel de gendarmerie 4e vice-président de la CC du Sud Goëlo (2008 → 2014) Maire de Pont-Péan (1995 → 2001)             |
| mars 2014                                | En cours (au 28 mai 2020) | Marcel Sérandour                                    | DVD          | Agriculteur retraité Réélu pour le mandat 2020-2026                                                                                                   |

## Population et société

### Démographie
L'évolution du nombre d'habitants est connue à travers les recensements de la population effectués dans la commune depuis 1793. Pour les communes de moins de 10 000 habitants, une enquête de recensement portant sur toute la population est réalisée tous les cinq ans, les populations de référence des années intermédiaires étant quant à elles estimées par interpolation ou extrapolation. Pour la commune, le premier recensement exhaustif entrant dans le cadre du nouveau dispositif a été réalisé en 2005.

En 2022, la commune comptait 813 habitants, en évolution de +3,57 % par rapport à 2016 (Côtes-d'Armor : +1,78 %, France hors Mayotte : +2,11 %).
| 1793 | 1800 | 1806 | 1821 | 1831 | 1836 | 1841 | 1846 | 1851 |
| ---- | ---- | ---- | ---- | ---- | ---- | ---- | ---- | ---- |
| 514  | 470  | 506  | 669  | 690  | 760  | 787  | 817  | 878  |

| 1856 | 1861 | 1866 | 1872 | 1876 | 1881 | 1886 | 1891 | 1896 |
| ---- | ---- | ---- | ---- | ---- | ---- | ---- | ---- | ---- |
| 865  | 933  | 918  | 808  | 853  | 809  | 726  | 722  | 697  |

| 1901 | 1906 | 1911 | 1921 | 1926 | 1931 | 1936 | 1946 | 1954 |
| ---- | ---- | ---- | ---- | ---- | ---- | ---- | ---- | ---- |
| 712  | 743  | 641  | 636  | 657  | 703  | 648  | 628  | 634  |

| 1962 | 1968 | 1975 | 1982 | 1990 | 1999 | 2005 | 2006 | 2010 |
| ---- | ---- | ---- | ---- | ---- | ---- | ---- | ---- | ---- |
| 592  | 546  | 553  | 599  | 607  | 593  | 716  | 737  | 779  |

| 2015 | 2020 | 2022 | - | - | - | - | - | - |
| ---- | ---- | ---- | - | - | - | - | - | - |
| 775  | 798  | 813  | - | - | - | - | - | - |

### Enseignement
L'école primaire St-Jean a fermé en 2019.

### Manifestations culturelles et festivités
La fête des jardins a lieu tous les ans à Tréveneuc.

## Culture locale et patrimoine

### Lieux et monuments
- L'église Saint-Colomban qui date XIVe siècle,
- Le château de Pommorio de la même époque,
- La chapelle Saint-Marc près de l'anse du même nom, également du XIVe.

### Patrimoine naturel
L'inventaire national du patrimoine naturel comprend plusieurs sites de la commune, sous deux classifications différentes.
- Zones naturelles d'intérêt écologique, faunistique et floristique (ZNIEFF) Tréveneuc est concerné par trois ZNIEFF.

La ZNIEFF continentale de type 2 des « Falaises de Plouha », soit 4 256,4 hectares sur six communes : Binic, Étables-sur-Mer, Plouha, Pordic, Saint-Quay-Portrieux et Tréveneuc. Elle vise les côtes rocheuses et falaises maritimes.
La ZNIEFF continentale de type 1 de la « Pointe de Saint-Marc », soit 15,96 hectares sur les deux communes de Saint-Quay-Portrieux et Tréveneuc. Elle vise les côtes rocheuses (les rochers de l'estran) et les falaises maritimes entre la plage Saint-Marc sur Tréveneux et la Grève de Fonteny sur Saint-Quay-Portrieux.
La ZNIEFF continentale de type 1 du « Bec de Vir », soit 15,54 hectares sur Tréveneuc. Elle prolonge vers le nord-ouest la ZNIEFF de la Pointe de Saint-Marc, visant elle aussi les côtes rocheuses dont les rochers de l'estran et les falaises maritimes ; elle entoure complètement la pointe du Bec de Vir, s'étendant depuis la plage Saint-Marc au sud-est jusqu'à la plage de Port Goret sur le côté nord-ouest de la pointe.
- L'espace protégé et géré des « Falaises du Goëlo »[47] est un ensemble de terrains acquis par le Conservatoire du Littoral, d'une surface totale de 148 287 hectares soumis à un arrêté préfectoral de protection de biotope passé le 18 février 1997. Il s'agit de petits terrains isolés et disséminés le long des falaises et des cours d'eau de la région, et sur les plateaux en bord de falaises. Sur la commune, six terrains se regroupent en deux lieux : le plateau et la falaise de la plage de Port Goret (terrain d'environ 180 m de large descendant le long de la falaise, incluant l'estran en bas et environ 100 m de plateau), et le même type de terrain à Saint-Marc.

#### Cyprès de Tréveneuc

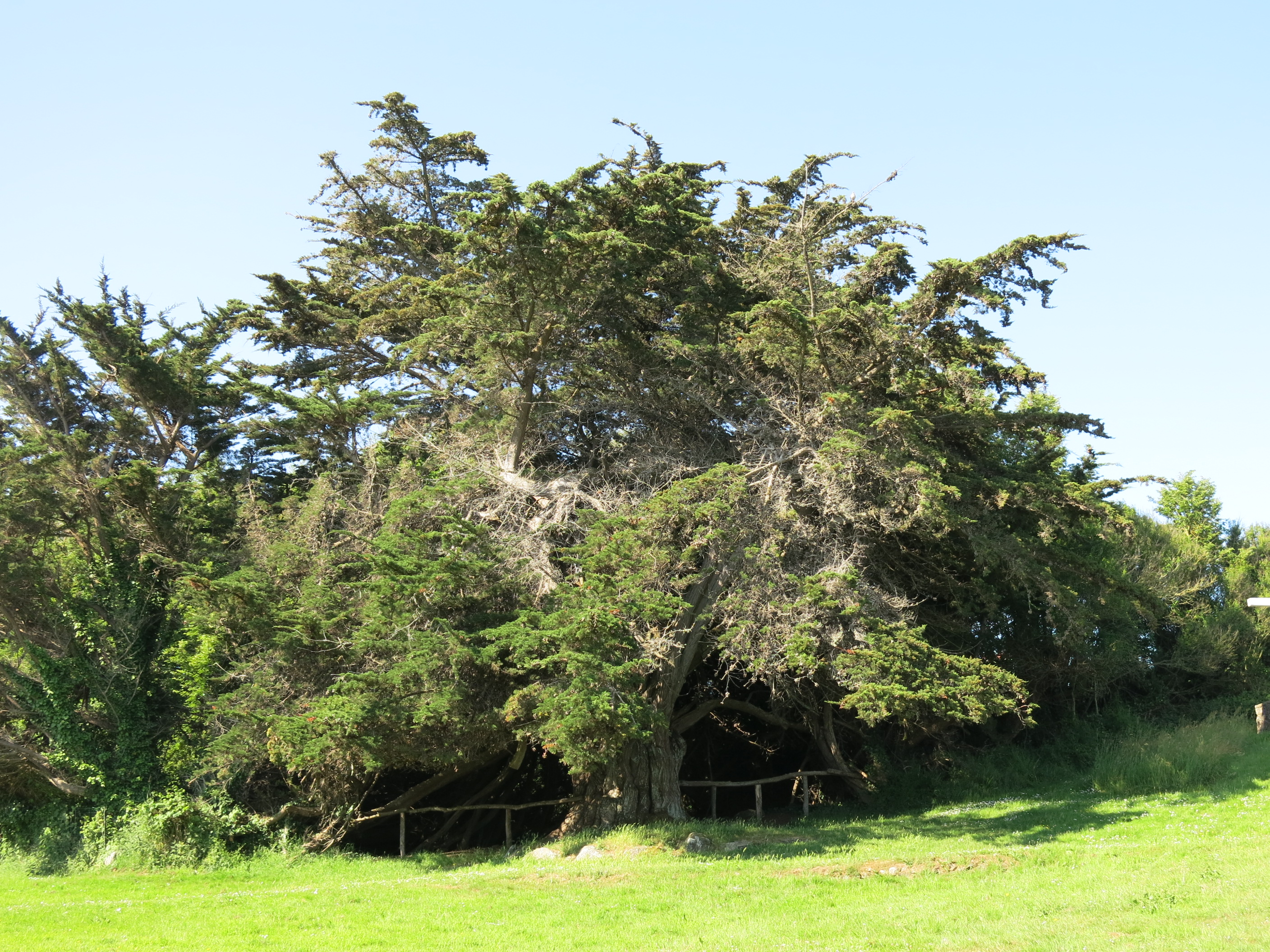
Le cyprès de la chapelle Saint-Marc.

Près de la chapelle Saint-Marc de Tréveneuc se trouve un grand cyprès de Lambert (Cupressus macrocarpa). Cette espèce est originaire de la côte centrale de la Californie. L'arbre aurait été planté en 1875 +/- 30 ans. En 2018, on mesurait une circonférence de 7,20 m et une hauteur de 13,50 m. Sa circonférence croit de 5 cm par an.
Ses longues branches retombantes se sont marcottées au sol et forment comme des tentes,.

### Personnalités liées à la commune
- Jean René Harscouët de Saint-George (1781-1867), homme politique né et décédé à Tréveneuc, député du Morbihan de 1827 à 1830 et de 1848 à 1849 .
- Robert de Treveneuc (1860-1940) : homme politique né à Tréveneuc.
- Hervé Chrétien de Tréveneuc : son portrait figure dans la galerie des croisades du château de Versailles.
- Armand Maloumian, rescapé du Goulag qui vînt finir ses jours à Tréveneuc.

### Héraldique
| Armoiries de Tréveneuc | Les armoiries de Tréveneuc se blasonnent ainsi : « De sinople à la fasce d’or accompagnée de trois casques du même tarés de profil. » |